# Příznivci CA San Lorenzo de Almagro

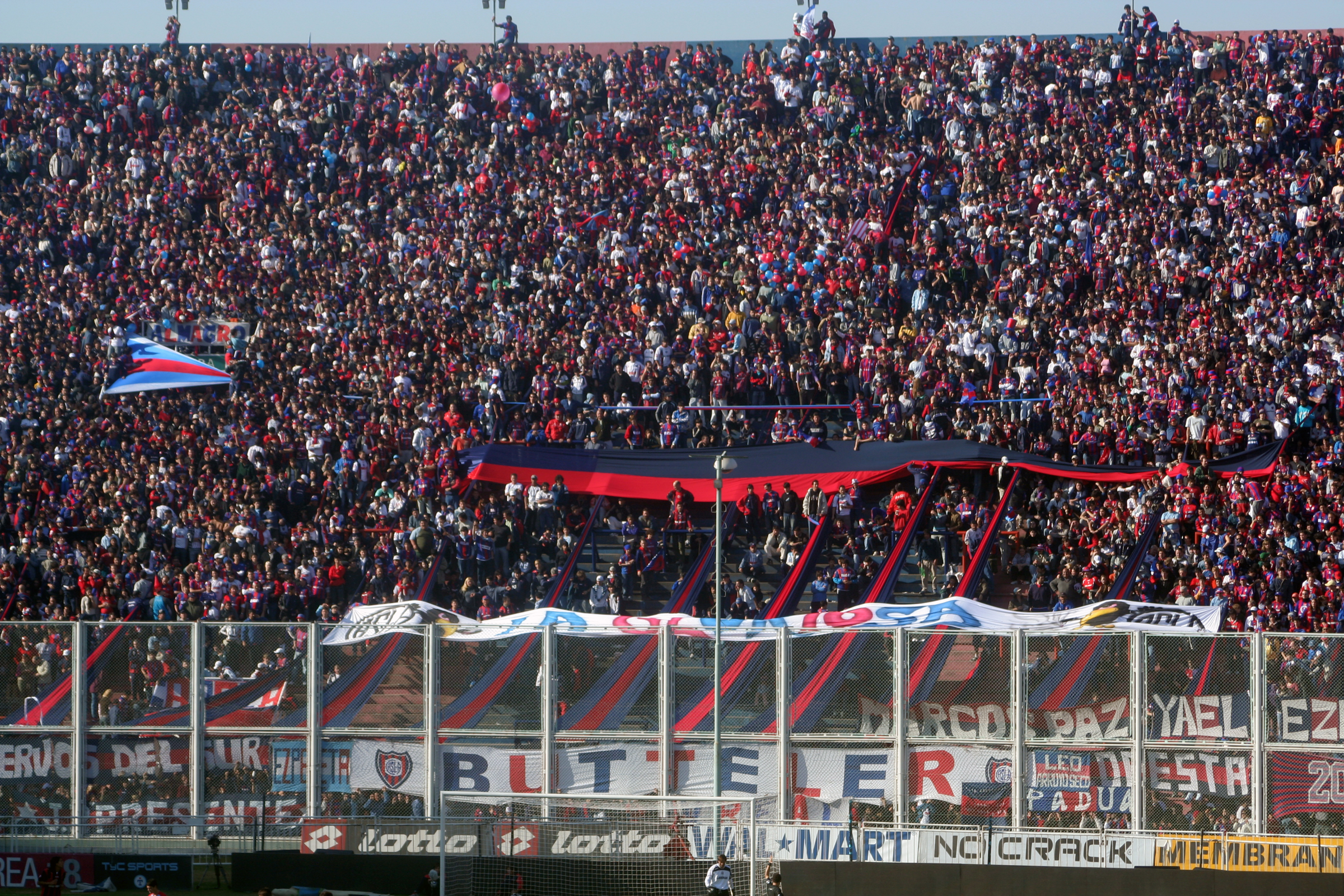
Fanoušci klubu na tribuně stadionu El Nuevo Gasómetro

Fotbalový klub CA San Lorenzo de Almagro si od svého založení v roce 1908 vybudoval silnou základnu podporovatelů a fanoušků. Příznivci klubu jsou také známí podle nejznámější fanouškovské skupiny La Gloriosa Butteler (česky: Slavná Buttelerová), pojmenované podle tradičního shromaždiště fanoušků – náměstí Azuceny Buttelerové v Buenos Aires. 

## Demografie

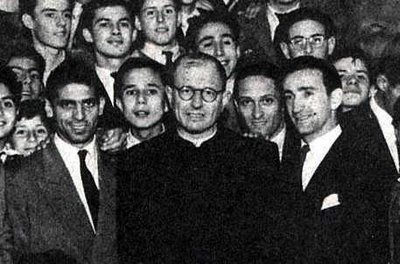
Zakladatel klubu katolický kněz Lorenzo Massa obklopen fotbalisty a členy vedení klubu

Podle demografických výzkumů má klub čtvrtý nejpočetnější počet příznivců ze všech fotbalových klubů v Argentině po Boca Juniors, River Plate a Independiente. Oproti ostatním členům Velké pětky argentinského fotbalu, do které klub patří, nemají příznivci klubu tak silnou pozici v regionech mimo hlavní město. Tradiční základnu příznivců klubu tvoří 6 městských částí jihovýchodního Buenos Aires. Kromě čtvrti Almagro, po které dostal klub jméno, tam patří ještě Boedo, Parque Chacabuco, Nueva Pompeya, Cabalitto a Balvanera. Díky katolické tradici klubu se příznivci častěji rekrutují z řad věřícího obyvatelstva. Klub byl pojmenován po Svatém Vavřincovi a stejnojmenné bitvě u San Lorenza, ve které v roce 1813 zvítězil generál José de San Martín ve válce za argentinskou nezávislost. Zároveň název odkazuje také na jméno nejdůležitější postavy u vzniku klubu, salesiána a katolického kněze Lorenzo Massy. V roce 1993 byl otevřen nový Stadion Pedro Bidegaina, známý také jako El Nuevo Gasómetro.

## Skupiny fanoušků
Argentinské fotbalové prostředí má tradičně jednu z nejradikálnějších fotbalových kultur na světě. Střety radikálních fanoušků mnohdy vedly k násilí a úmrtí. Historie fotbalových hooligans klubu sahá do 20. let 20. století.

### Barra de la Goma

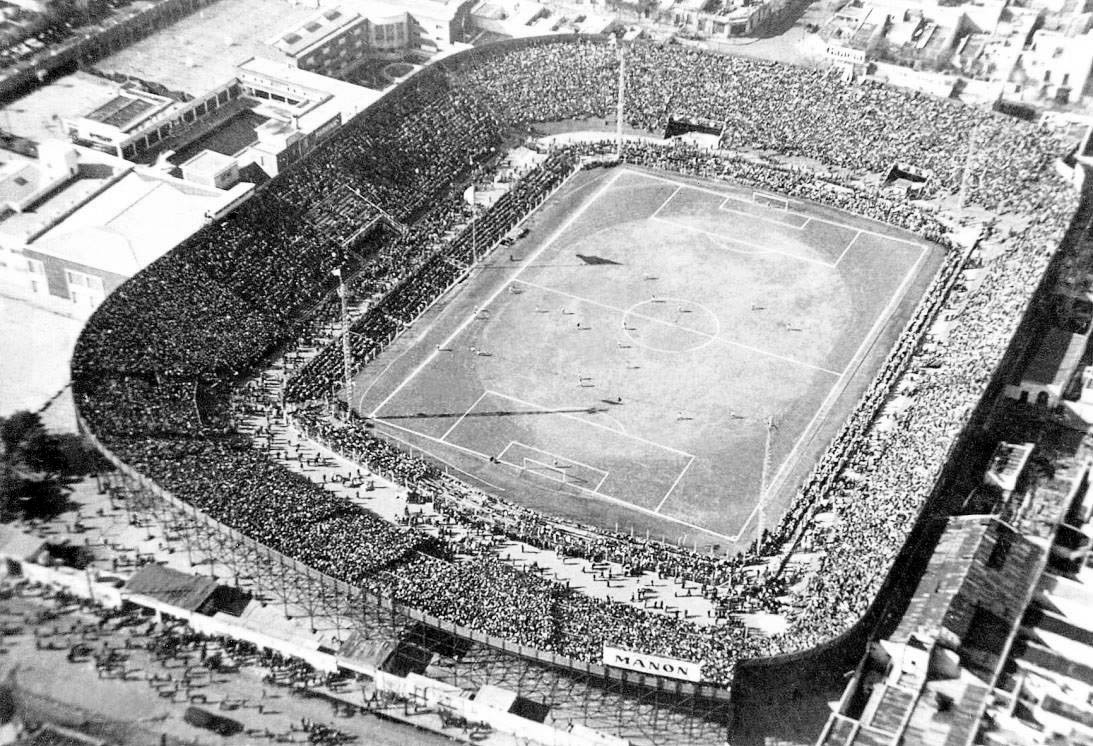
Původní stadion klubu El Gasómetro, existující do roku 1981

Historie organizovaného fanouškovství sahá do roku 1927, kdy vznikla první fanouškovská skupina Barra de la Goma, pojmenovaná podle baru kde byla založena. Tato událost se pokládá za vznik organizovaného fandění dobové obdoby hooligans v rámci klubu. V kavárně Bara de la Goma na stadionu Gasómetro se příznivci klubu dohodly, že budou fotbalisty svého týmu chránit před hlavními konkurenty z Huracánu i z Boca Juniors všemi prostředky.

### La Gloriosa Butteler
La Gloriosa Butteler (česky: Slavná Buttelerová) je neznámější skupina radikálních příznivců klubu, která vznikla v 80. letech 20. století. Tento pojem se ve španělštině zároveň používá pro všechny příznivce klubu. Skupina je pojmenována podle tradičního shromaždiště fanoušků – náměstí Azuceny Buttelerové v Buenos Aires. Ikonické náměstí je ve tvaru kříže a evokuje křesťanskou tradici klubu. Od náměstí vede třída Avenida La Plata, na které do roku 1981 stál původní domovský stadion klubu El Gasómetro. Náměstí i okolní sousedství je pojmenováno podle mecenášky Azuceny Buttelerové ze Společnosti za ochranu dělníků, která v roce 1907 darovala městu pozemky pro výstavbu dělnického dostupného bydlení, podle zákona schváleného vládou argentinského prezidenta José Figueroa Alcorty. Příznivci klubu se zde tradičně schází od roku 1959. Od roku 2010 je oblast chráněnou památkovou zónou. V roce 1988 byla vytvořena oficiální struktura hlavní ultras fanouškovské skupiny La Gloriosa Butteler. V roce 2007 byl během střetu vlastních chuligánů s chuligány Vélez Sarsfield zastřelen fanoušek. V listopadu 2008 se radikální příznivci klubu nedaleko náměstí Azuceny Buttelerové střetly s fanoušky největšího rivala CA Huracán. Násilný střet měl za následek několik zranění a smrt fanouška, který byl zastřelen pistolí.

## Den fanoušků San Lorenza

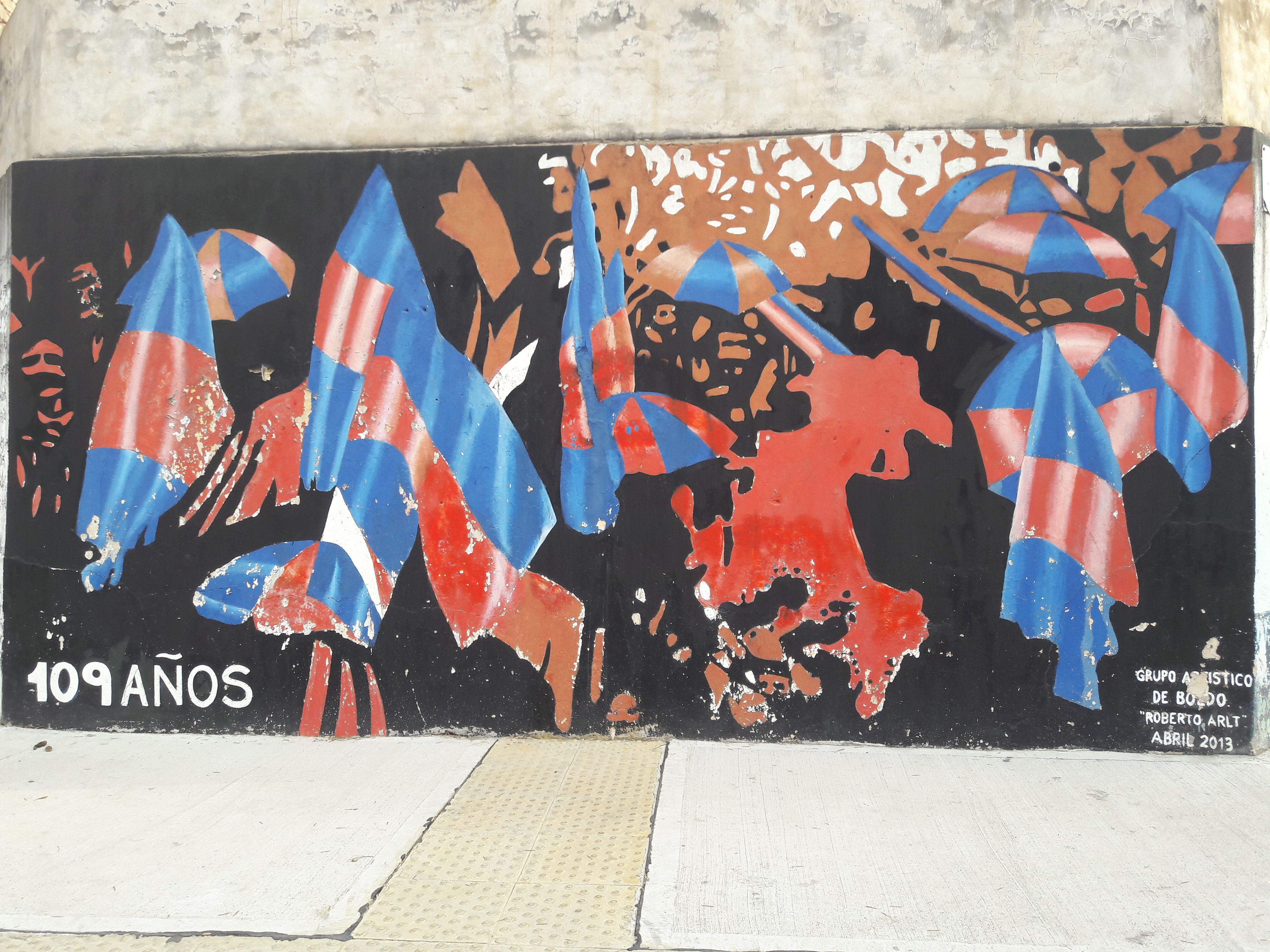
Nástěnná malba k příležitosti 109. výročí založení klubu

30. listopadu si příznivci klubu připomínají den fanoušků. Datum odkazuje na 30. listopad 2000, kdy se fanoušci sjednotili proti privatizaci klubu do rukou švýcarské společnosti ISL. Díky jejich odporu se jim podařilo klub zachovat ve vlastnictví klubu. Na rozdíl od evropských fotbalových klubů je většina klubů v Argentině vedena jako nezisková organizace, která je spravována přímo členy klubu.

## Přátelství
Příznivci klubu mají přátelské styky s klubem Rosario Central. Od 70. let 20. století bylo toto přátelství patrné na stadionech výměnou symbolů a společných chorálů. Přátelské vztahy mají také s příznivci CA Unión. Na mezinárodní scéně si fanoušci San Lorenza vytvořili přátelství s příznivci brazilského klubu Cruzeiro Esporte Clube.

## Rivalita
Největším rivalem klubu je Huracán, se kterým klub pořádá nejvypjatější derby. Velká rivalita pojí příznivce klubu také ke všem dalším členům argentinské Velké pětky. Mezi menší rivaly patří také Vélez Sarsfield, Newell's Old Boys, Estudiantes de La Plata a Colón.

## Symbolika

Klubová vlajka CA San Lorenzo de Almagro

Příznivci klubu tradičně používají oficiální klubovou vlajku a další předměty modro-červené barvy. Tak jako je běžné v Latinské Americe, příznivci také nosí na tribuny ikonické deštníky v klubových barvách. Na tribunách se při zápasech organizují tradiční latinskoamerické dobrovolné kapely, které používají trubky a dopovází zpěv některých chorálů.

## Písně
S prostředím fanoušků je spojena řada písní a chorálů. Klubovou hymnou je skladba El Ciclón z roku 1942, známá též jako Himno de San Lorenzo de Almagro, kterou složil hudební skladatel Alfredo Zappettini a slova k ní napsal Agustín Bernárdez. Mezi známé chorály patří například chorál Qué te Pasa Quemero, kteří fanoušcí zpívají při derby s největším rivalem CA Huracánem. Po roce 2017 vytvořili fanoušci  vlastní verzi portorického hitu Despacito, který zpívají jako chorál.

## Význační podporovatelé
Seznam význačných podporovatelů fotbalového klubu CA San Lorenzo de Almagro:
- papež František[15]
- Viggo Mortensen[16]
- Eduardo de Pedro[17]
- Carlos Bilardo[18]
- Luis Suárez[19]